# Oskar Omdal
Oskar Omdal, né le 11 octobre 1895 à Kristiansand et mort le 23 décembre 1927 dans l'océan Atlantique, est un aviateur norvégien.

## Biographie

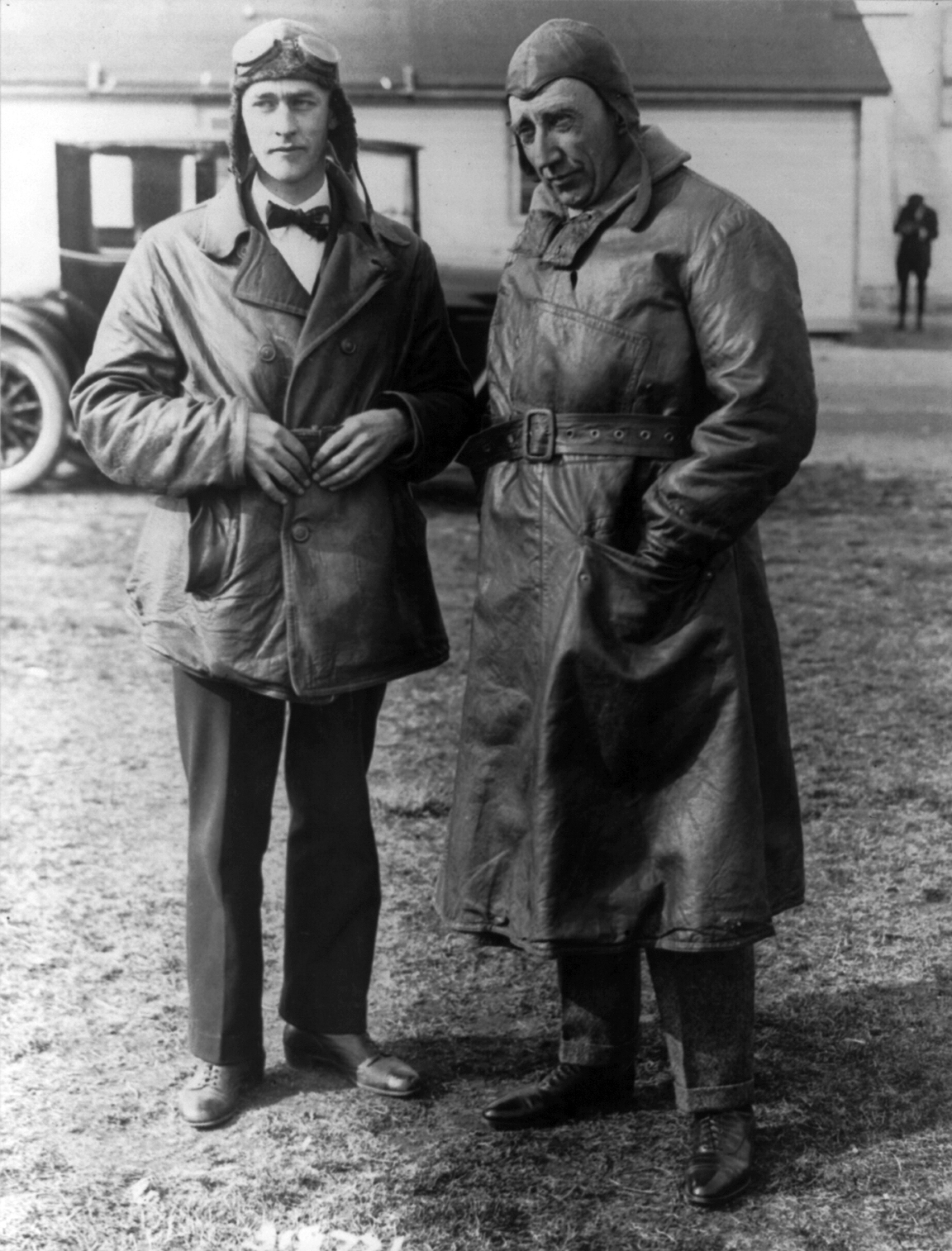
Oskar Omdal (à droite) avec Roald Amundsen en 1922.

Né à Kristiansand dans le Vest-Agder en Norvège, il fréquente l'école technique de Porsgrunn puis est diplômé de l'École de pilotage navale norvégienne (Marinens Flygeskole) à Horten en 1919. Il est promu lieutenant dans la Marine royale norvégienne en 1922.
En 1922, avec Roald Amundsen, il tente de voler de Wainwright, en Alaska, au Spitzberg en passant par le pôle Nord, mais leur avion est endommagé et ils abandonnent le voyage. En 1925, Omdal est mécanicien lors de la tentative de vol de Lincoln Ellsworth et Roald Amundsen vers le pôle Nord,,,.
Le 23 décembre 1927, il décolle de Curtiss Field à Long Island (New York), avec Frances Wilson Grayson, le navigateur Brice Goldsborough et l'ingénieur Frank Koehler en direction de Harbour Grace à Terre-Neuve. Ce vol est effectué en préparation de la traversée prévue de l'océan Atlantique par Grayson afin d'établir le record de la première femme à le traverser. L'avion bimoteur Dawn, un Sikorsky S-36 (en) amphibie, et son équipage n'arrivera jamais. Aucune trace de l'avion ni des quatre aviateurs n'a été retrouvée,.

## Hommages
La rue Oscar Omdal à Stavanger et la terrasse Oscar Omdal dans le quartier Hamresanden de Kristiansand portent toutes deux son nom,.
En 1928, l'arpenteur général de l'Ontario a nommé un certain nombre de lacs du nord-ouest de la province en hommage aux aviateurs qui avaient péri en 1927, principalement lors de tentatives de vols océaniques,. Il s'agit notamment du lac Goldsborough (50,70°N 89,34°O), du lac Grayson (50,88°N 89,43°O) et du lac Omdahl [sic] (50,81°N 89,49°O).